# ماسافومی نیشی
ماسافومی نیشی (انگلیسی: Masafumi Nishi؛ زادهٔ ۲۵ نوامبر ۱۹۶۰) بازیکن بیسبال اهل ژاپن است.